# سامويل أفول
سامويل أفول (بالإنجليزية: Samuel Afful)‏هو لاعب كرة قدم غاني في مركز الهجوم. شارك مع منتخب غانا لكرة القدم. أما مع النوادي، فقد لعب مع Sekondi Hasaacas F.C. ‏.